# آرامستان ارامنه غرب آق‌بلاغ
گورستان ارامنه غرب آق‌بلاغ، مربوط به اواخر دوره قاجار است و در روستای آق‌بلاغ و شهرستان بروجن واقع شده است. این اثر در تاریخ ۲۵ خرداد ۱۳۸۱ با شمارهٔ ثبت ۵۸۷۵ به‌عنوان یکی از آثار ملی ایران به ثبت رسیده است.